# The Violet Flame
The Violet Flame — шістнадцятий студійний альбом англійської групи Erasure, який вийшов 22 вересня 2014 року.

## Композиції
1. Dead of Night - 3:16
2. Elevation - 4:17
3. Reason - 3:43
4. Promises - 3:46
5. Be the One - 3:43
6. Sacred - 4:06
7. Under the Wave - 3:46
8. Smoke and Mirrors - 3:48
9. Paradise - 3:23
10. Stayed a Little Late Tonight - 3:51

## Учасники запису
- Вінс Кларк - вокал
- Енді Бел - синтезатор, басс

## Позиція в чартах
| Хіт-парад       | Найвища позиція |
| --------------- | --------------- |
| Чехія           | 30              |
| Данія           | 5               |
| Німеччина       | 41              |
| Іспанія         | 100             |
| Велика Британія | 20              |
| США             | 48              |